# La Muela y Cabo Tiñoso
La Muela y Cabo Tiñoso este o arie protejată (sit de importanță comunitară — SCI) din Spania întinsă pe o suprafață de 7.886,08 ha, integral pe uscat.

## Localizare
Centrul sitului La Muela y Cabo Tiñoso este situat la coordonatele 37°35′35″N 1°09′00″W / 37.5931°N 1.15°V.

## Înființare
Situl La Muela y Cabo Tiñoso a fost declarat sit de importanță comunitară în aprilie 1999 pentru a proteja 29 de specii de animale.

## Biodiversitate
Situată în ecoregiunea mediteraneană, aria protejată conține 14 habitate naturale: Păduri de Quercus ilex și Quercus rotundifolia, Pseudostepă cu ierburi și specii anuale de Thero-Brachypodietea, Pajiști carstice calcaroase sau bazofile, de Alysso-Sedion albi, Pante stâncoase calcaroase cu vegetație casmofită, Tufărișuri halo-nitrofile (Pegano-Salsoletea), Stepe sărăturate mediteraneene (Limonietalia), Matorral arborescenți cu Juniperus spp., Matorral arborescenți cu Zyziphus, Pajiști umede mediteraneene cu ierburi înalte de Molinio-Holoschoenion, Râuri mediteraneene cu debit permanent și vegetație de Glaucium flavum, Tufărișuri termo-mediteraneene și de pre-deșert, Vegetație anuală la limita mareei, Faleze cu vegetație de Limonium spp. endemic de pe coastele mediteraneene, Galerii și tufărișuri riverane sudice (Nerio-Tamaricetea și Securinegion tinctoriae).
La baza desemnării sitului se află mai multe specii protejate:
- păsări (26): fluierar de munte (Actitis hypoleucos), acvilă de munte (Aquila chrysaetos), pietruș (Arenaria interpres), buha (Bubo bubo), Bucanetes githagineus, pasărea ogorului (Burhinus oedicnemus), Calidris alba, Calonectris diomedea, prundăraș de sărătură (Charadrius alexandrinus), șoim călător (Falco peregrinus), vânturel roșu (Falco tinnunculus), ciocârlan (Galerida cristata), scoicar (Haematopus ostralegus), Hieraaetus fasciatus, piciorong (Himantopus himantopus), Hydrobates pelagicus, ciocârlie de bărăgan (Melanocorypha calandra), muscar sur (Muscicapa striata), Oenanthe leucura, Pyrrhocorax pyrrhocorax, chiră de mare (Sterna sandvicensis), silvie de tufiș (Sylvia undata), corcodel mic (Tachybaptus ruficollis), fluturașul de stâncă (Tichodroma muraria), pănțărușul (Troglodytes troglodytes), pupăză (Upupa epops)
- mamifere (2): liliacul mare cu potcoavă (Rhinolophus ferrumequinum), liliacul cu potcoavă a lui méhely (Rhinolophus mehelyi)
- reptile (1): Testudo graeca

Pe lângă speciile protejate, pe teritoriul sitului au mai fost identificate 46 de specii de plante, 14 specii de păsări, 1 specie de amfibieni, 5 specii de mamifere, 4 specii de reptile.